# جلول الخطيب
جلول الخطيب الملقب القائد جلول (8 أكتوبر 1936 - 6 فبراير 2017)   كان مقاتلًا من أجل استقلال الجزائر وموظفًا عامًا. خلال حرب الاستقلال، قاد الجهود نحو احتراف جيش التحرير الوطني (NLA). شارك بفعالية في تأسيس الدولة والإدارة الجزائرية بعد الاستقلال. 

## حرب الاستقلال
جلول خطيب ينحدر من القصبة بالجزائر العاصمة . في عام 1956 شارك كمقاتل شاب للحرية في معركة الجزائر . ثم نُقل إلى مصر بواسطة جيش التحرير الوطني (NLA) للالتحاق بالمدرسة العسكرية. اندلعت أزمة السويس مثلما كان يعمل في القاهرة ؛ تم تعبئته وشارك في المعارك في بورسعيد .

تم تعيينه بعد ذلك في قاعدة NLA الشرقية  على طول الحدود الجزائرية التونسية وتم ترقيته إلى رتبة ضابط. ثم التحق بشركة الإمداد الأولى التي كانت مكلفة بتوجيه الأسلحة والذخيرة من الحدود التونسية إلى منطقة القبائل الجبلية حيث كان القتال شديدًا. 

جلول خطيب مع ضباط شباب آخرين من جيش التحرير الوطني ، حوالي 1957-1958
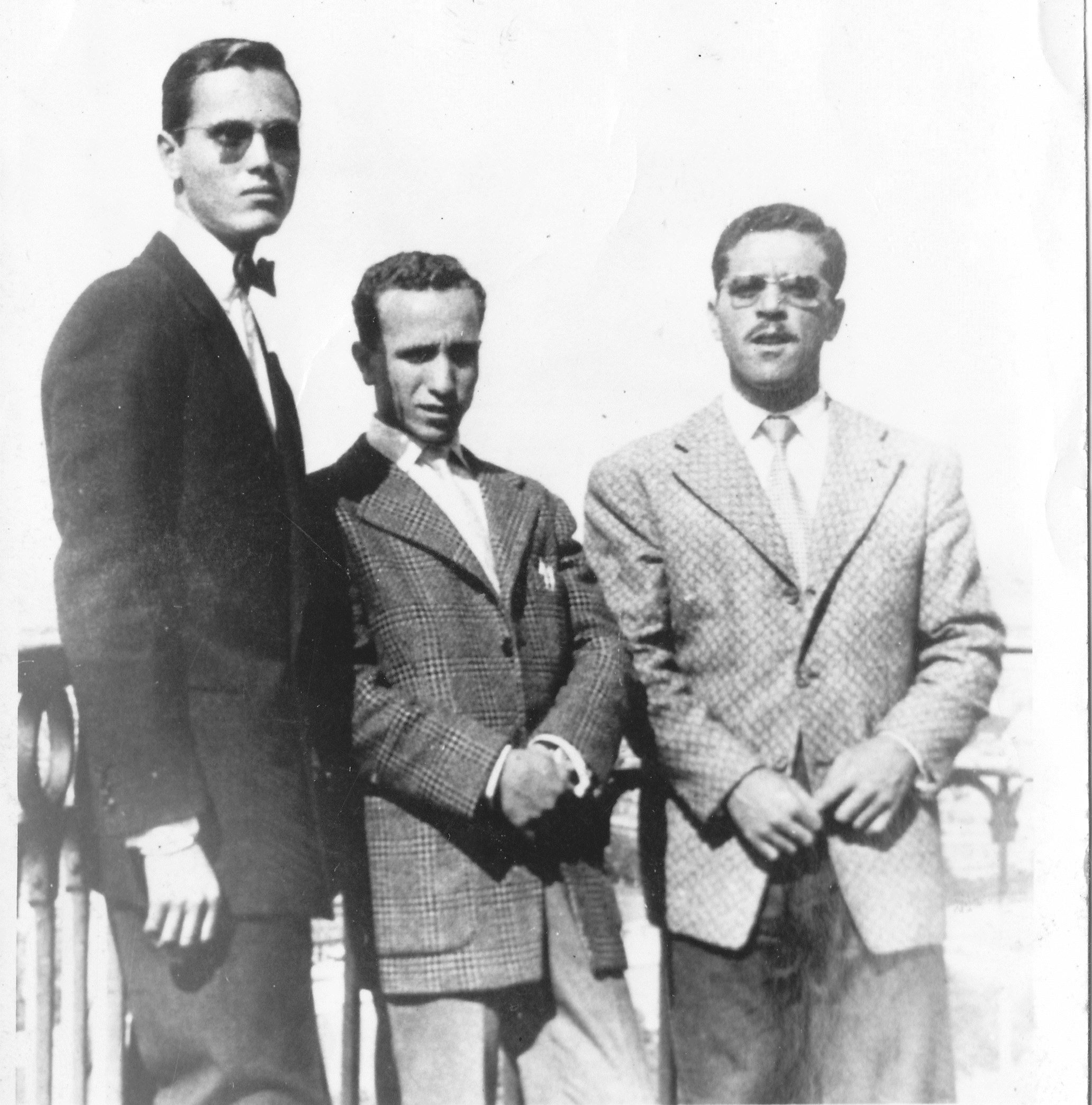
محمد شبيلة ، جلول خطيب ومولود خطيب (توفي في معركة مع العقيد عميروش في 1959) ، تونس 1957
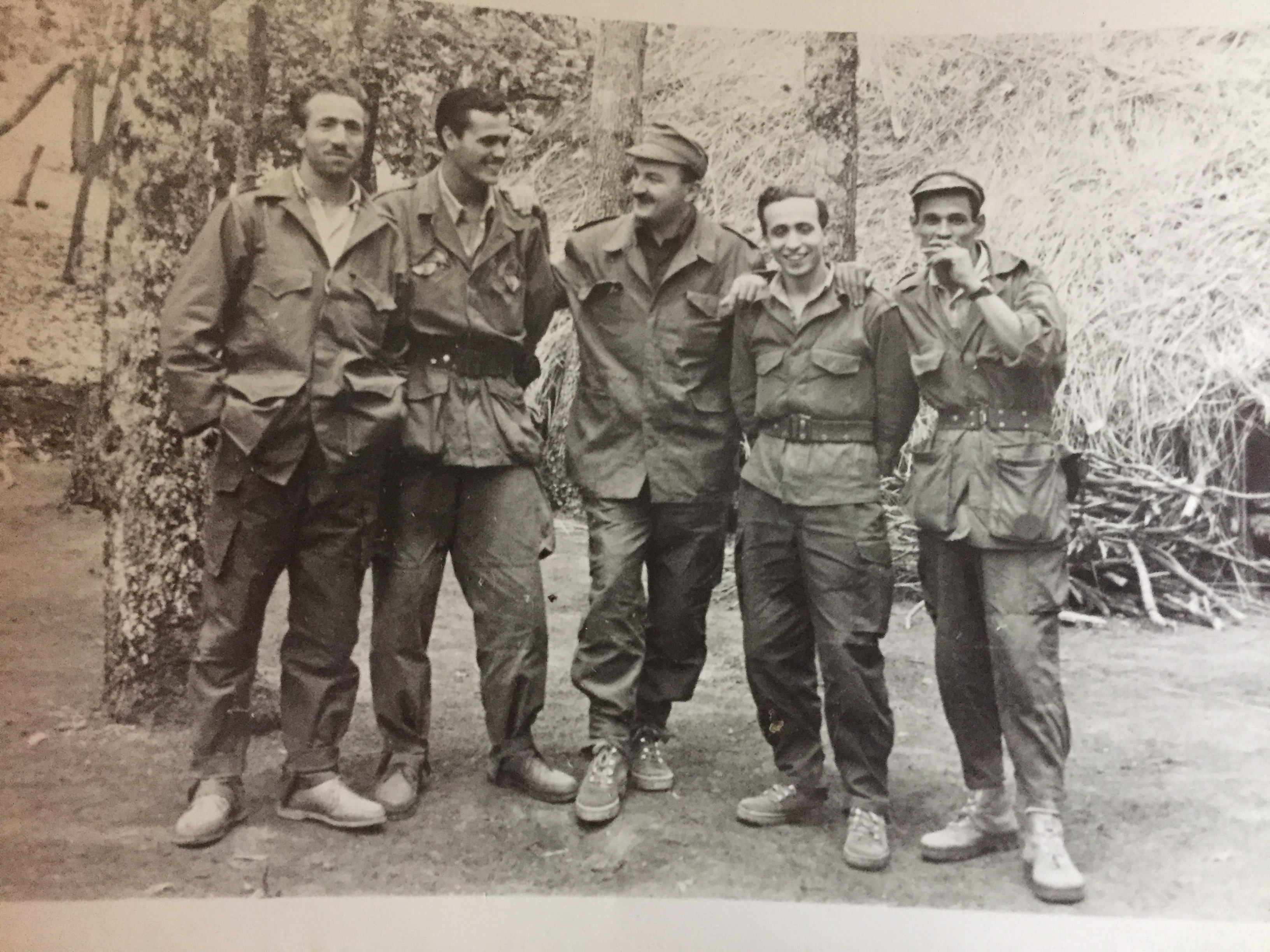
مركز قيادة الكتيبة الثانية ، القاعدة الشرقية ، حوالي 1957-58 ، طاهر الزبيري ، محمد شبيلة ، عيق لاريبي ، جلول خطيب وسعيد "الهند الصينية"
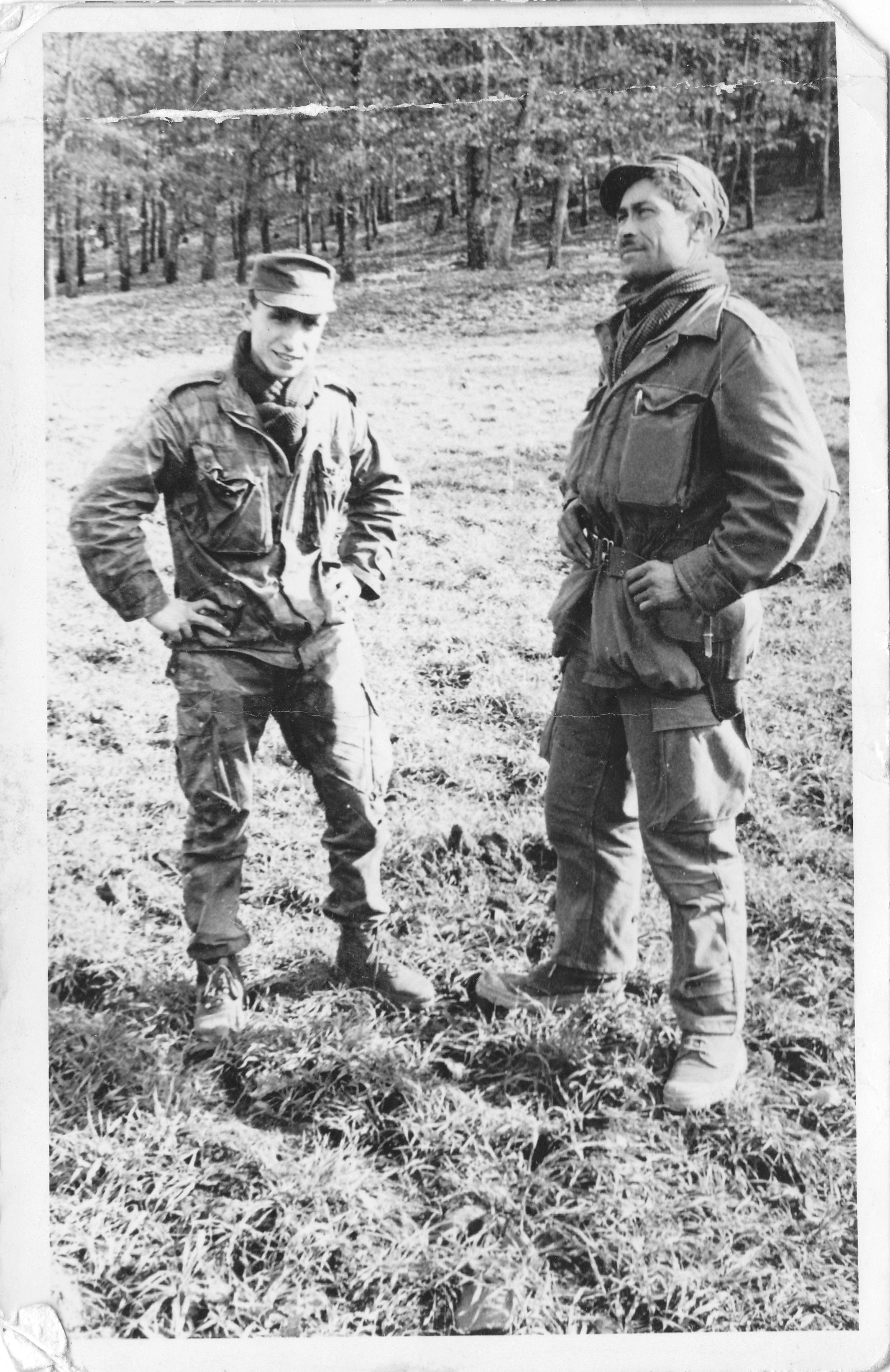
جلول الخطيب والطيب "رافال" ، القاعدة الشرقية 1957

 أثناء عودته وعبور إيابا في خط موريس كما شغل منصب ضابط اتصال بين هيئة الأركان العامة جيش التحرير الوطني والوحدات القتالية للمنطقة الأوراس (وتسمى أيضا ولاية I) والقبائل (ولاية III). كانت إحدى مهامه الأولى هي الارتباط بالعقيد عميروش ، الذي يعتبر بطل حرب الاستقلال. كجزء من الجهود المبذولة لزيادة الوضوح الدولي للنضال من أجل الاستقلال، ساعد الخطيب في تأمين نقل المراسلين الإعلاميين من الحدود التونسية إلى الوحدات القتالية الداخلية. على وجه الخصوص، عمل مع مراسل بي بي سي وباحث أوكسفورد نيفيل بربور،  مع ستيفان لابودوفيتش  من وكالة الإعلام اليوغوسلافية فيلمسك نوفوستي، مع مصور الحرب الألماني ديرك ألفيرمان  ومع الصحفي الإيطالي من مجلة يوروبو، نينو بوليخو .  ساعد أيضًا في بناء فريق الاتصال اللاسلكي LNA ، مع ضباط شباب آخرين.  

عبور خط موريس
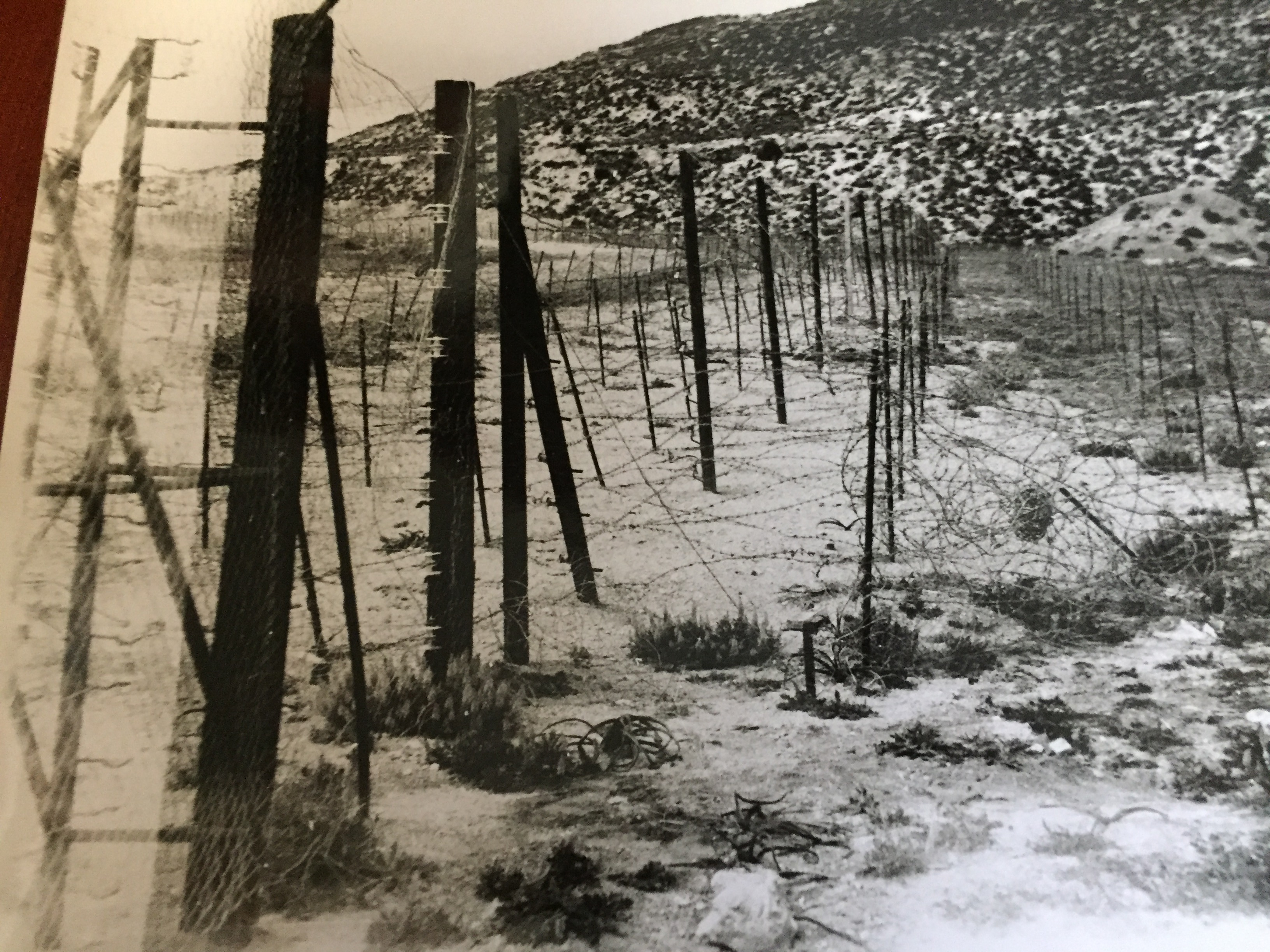
موريس لاين ، حوالي 1958-1959
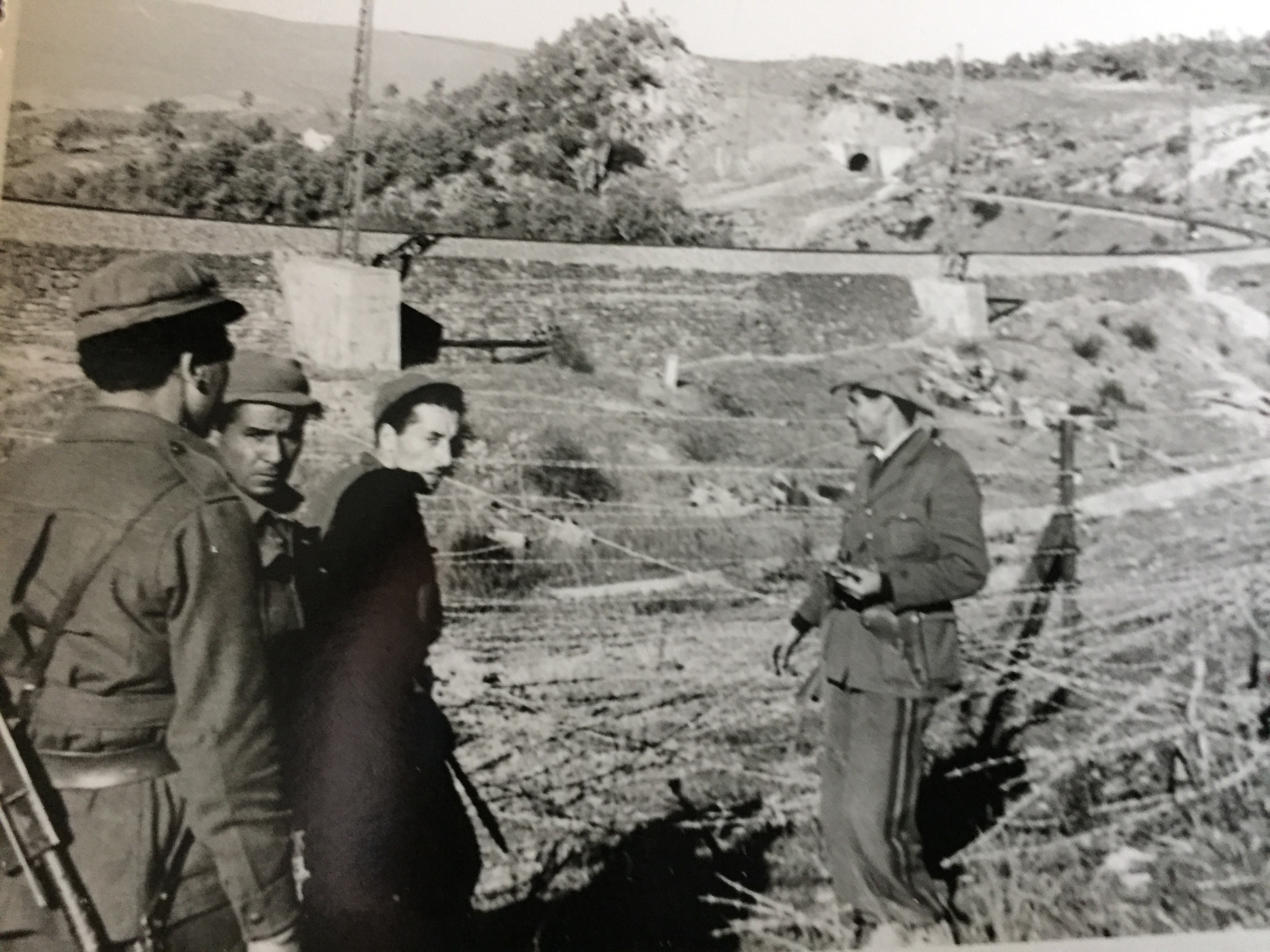
فريق NLA يتفقد خط Morice عبر مسار Ouenza للسكك الحديدية. حوالي 1958-59. تظهر الصورة عبد الرحمن بن سالم ، أحد كبار قادة القاعدة الشرقية.
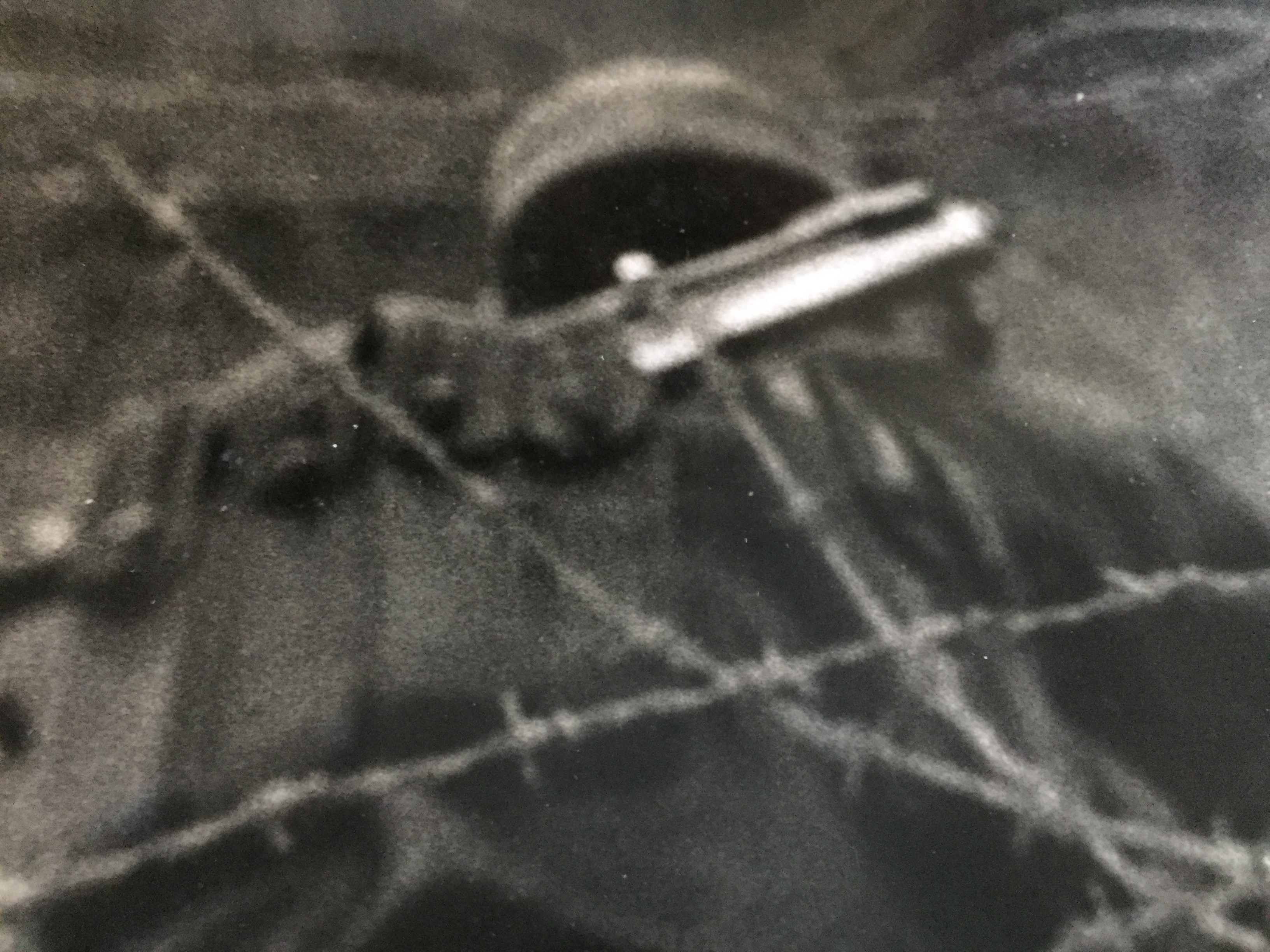
جندي جيش التحرير الوطني يعبر خط موريس

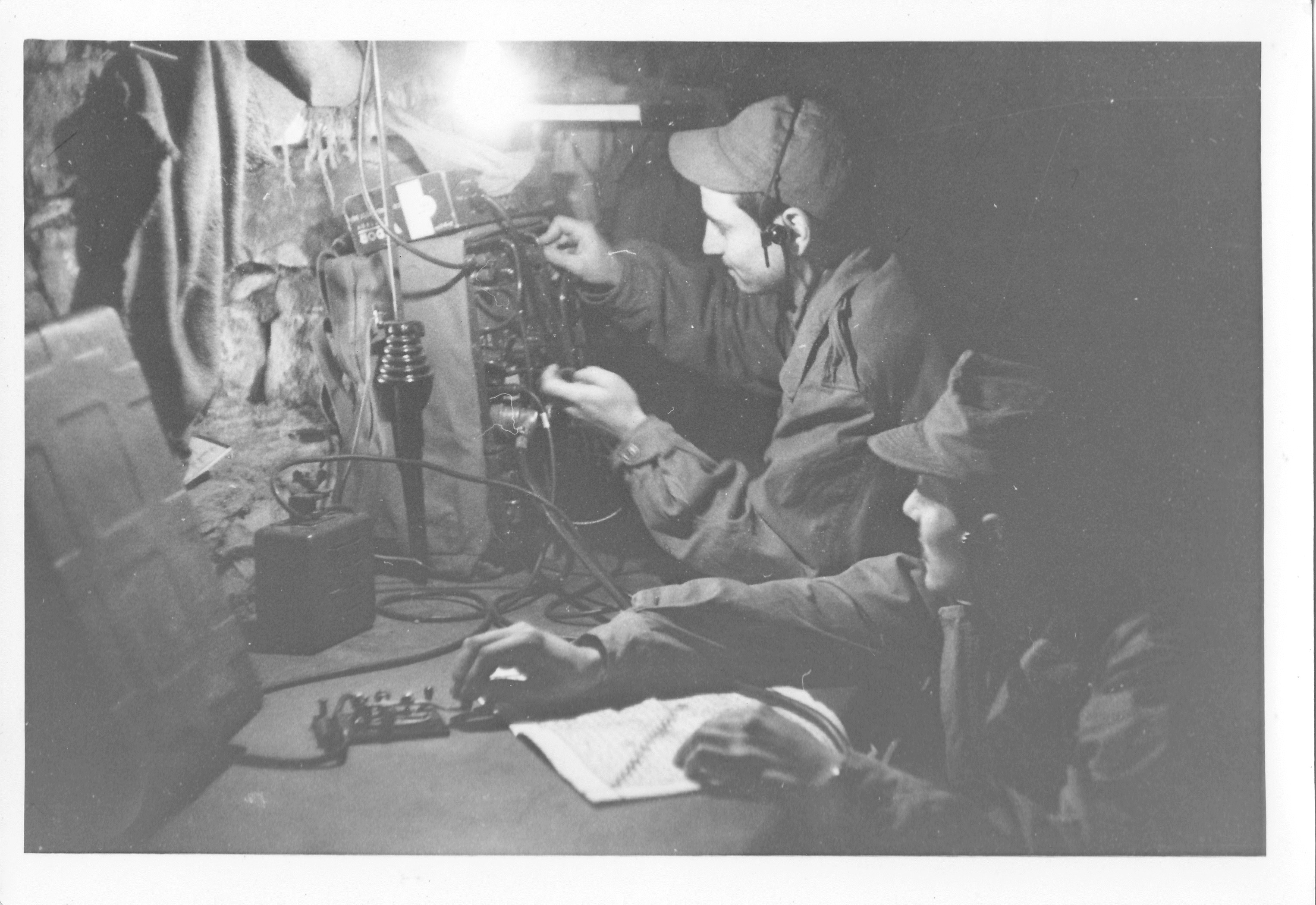
مجموعة الإرسال ، جيش التحرير الوطني ، القاعدة الشرقية ، 1957

 بحلول عام 1958 ، تم تعيين جلول خطيب أمينا عاما لهيئة المنطقة الشمالية في جيش التحرير الوطني، ثم في هيئة الأركان العامة للجيش الوطني الليبرالي،  تحت القيادة المباشرة لهواري بومدين . خلال سنوات الحرب المتبقية، قاد، مع زملائه من الضباط مثل عبد القادر شابو وسليمان هوفمان ، الجهود المبذولة لإضفاء الطابع الاحترافي على جيش التحرير ولتعزيز قواعد الدعم اللازمة للحفاظ على الكفاح من أجل الاستقلال.  أصبح خلال هذه السنوات مستشارًا وثيقًا لبومدين.

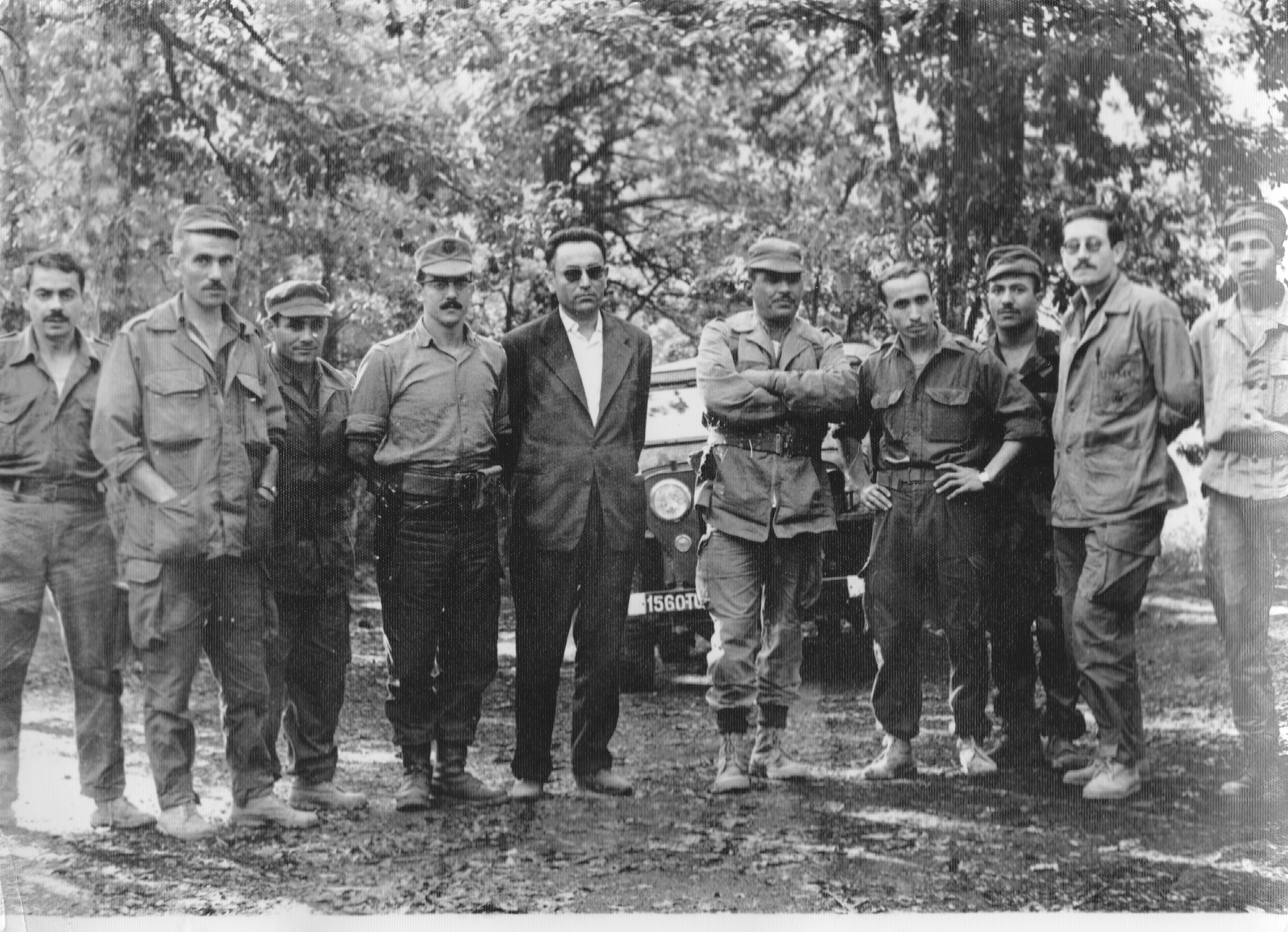
الشاذلي بن جديد ، محمد بن أحمد عبد الغني ، بن يوسف بن خدة ، بن سالم عبد الرحمان ، جلول خطيب، هيئة الأركان العامة (إيتات ميجور جنرال) ، الحدود بين الجزائر وتونس، 1961

## سياسة

### رئيس أركان وزارة الدفاع والرئاسة
بمجرد تحقيق الاستقلال، تم تعيينه في سن 26 رئيس أركان وزارة الدفاع (1962-1965) ثم رئيس أركان رئاسة الجمهورية (1965-1970).   لقد كلفه بومدين، رئيس الدولة آنذاك، بقيادة عدد من المبادرات المحددة لإدارته.
أنشأ جلول خطيب الكوميدور،  مركزًا فكريًا مكلفًا بتطوير التخطيط الحضري لعاصمة الجزائر والذي ساهم فيه مهندسون عالميون مشهورون مثل أوسكار نيماير . نظم الخطيب أيضًا عملية نقل رماد الأمير عبد القادر ، وهو زعيم مبكر ضد الغزو الاستعماري الفرنسي في منتصف القرن التاسع عشر والذي توفي في المنفى بدمشق .
أدار الخطيب أيضًا المفاوضات التي أدت إلى توقيع الاتفاقية الفرنسية الجزائرية لعام 1968 - والتي تنظم حتى الآن الكثير من الروابط الإدارية بين البلدين.

لقد كان أحد صانعي القرار الذين أتاحوا نجاح مهرجان الجزائر الأفريقي عام 1969. كما كلف الخطيب الرئيس بومدين بتنظيم زيارات إلى الجزائر لشخصيات مثل تشي غيفيرا أو السيناتور إدوارد كينيدي .  لقد ساعد اللقاء مع الأخير في تمهيد الطريق لشراكة طويلة الأمد بين الولايات المتحدة والجزائر في قطاع الهيدروكربون. 

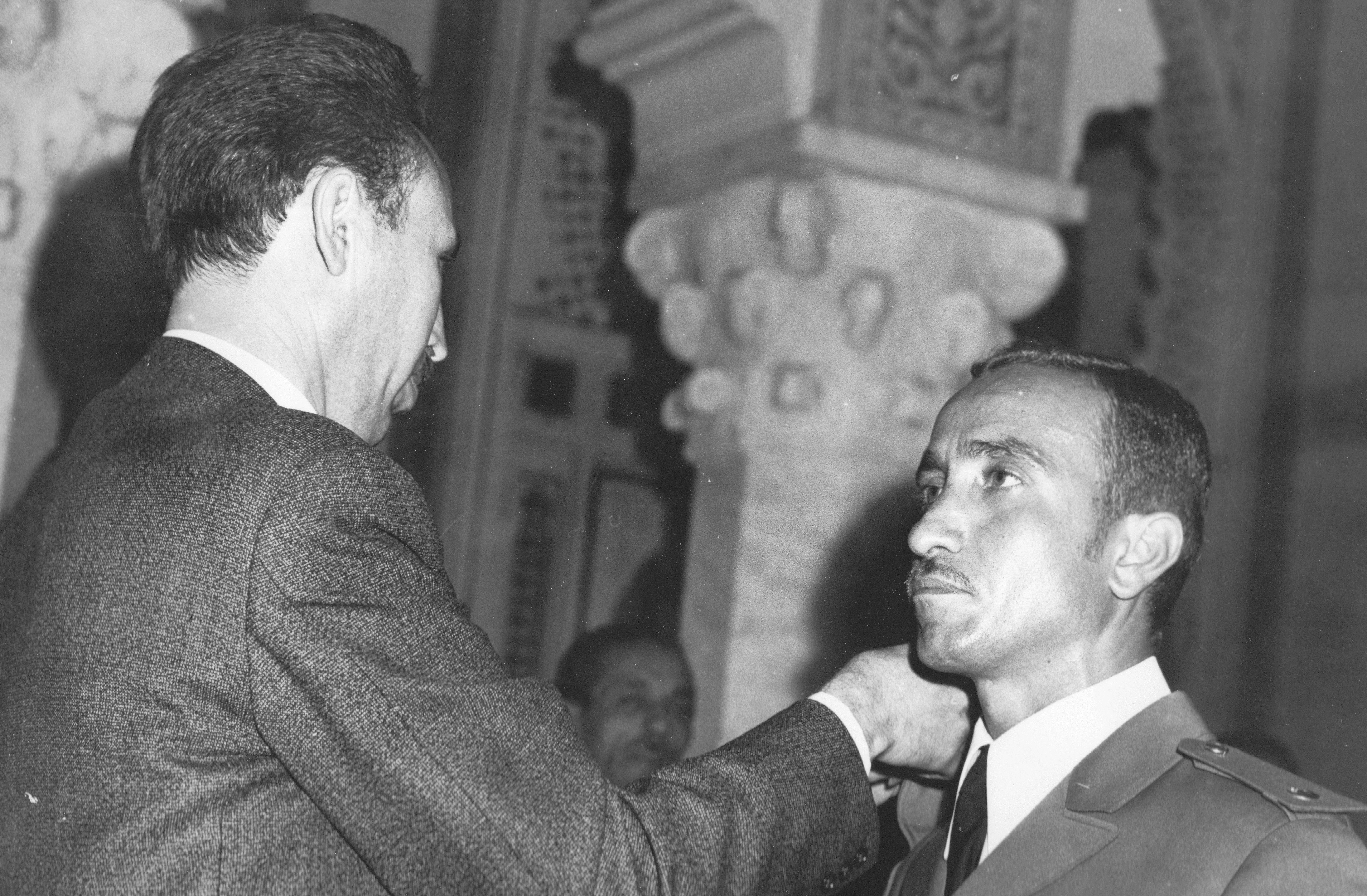
الرئيس بومدين يكرّم جلول خطيب ، 1965 ، الجزائر العاصمة
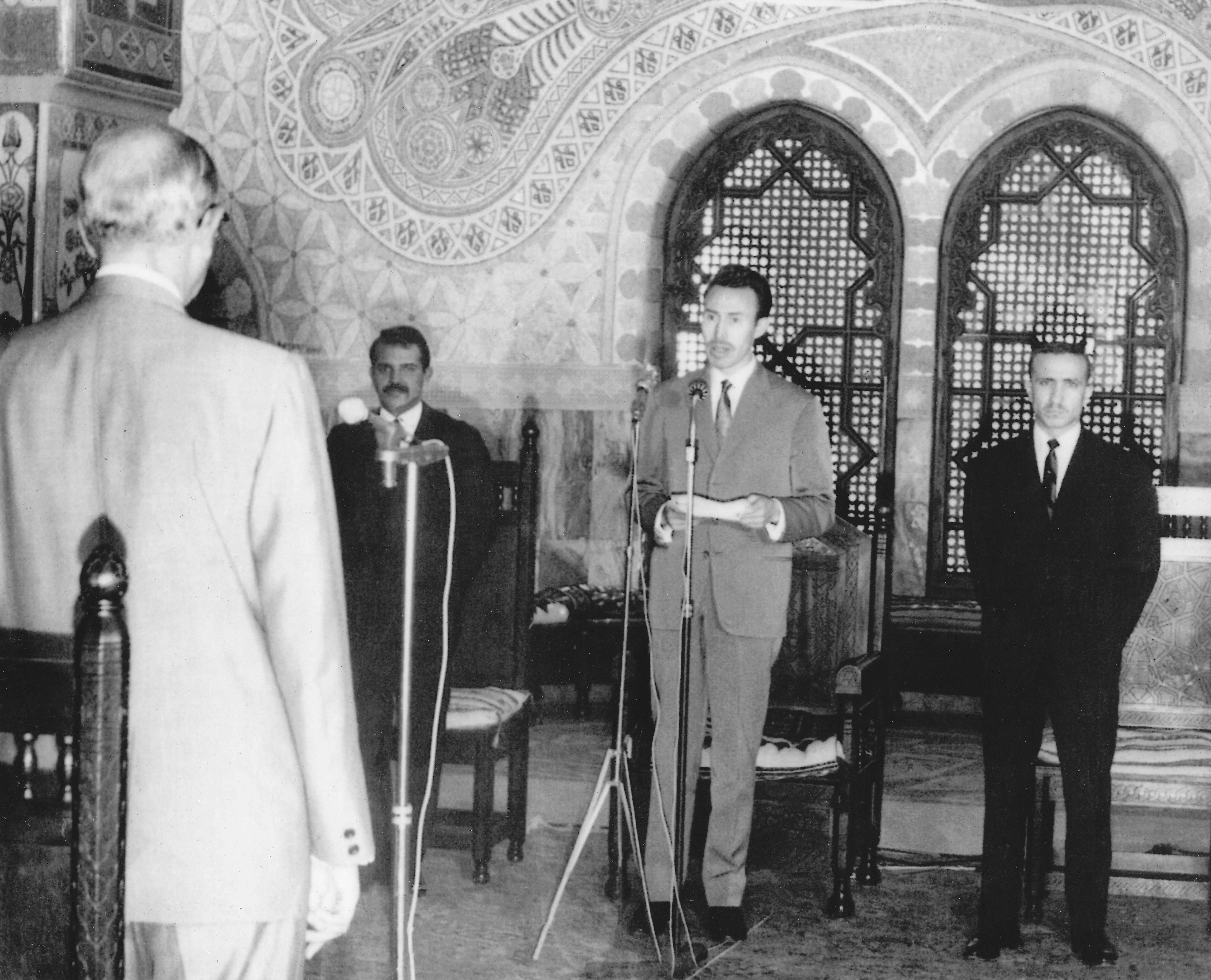
الرئيس هواري بومدين ووزير الخارجية عبد العزيز بوتفليقة ورئيس الأركان جلول خطيب ، يقدمان أوراق اعتماد دبلوماسية من سفير الولايات المتحدة ، "قصر الشعب" ، الجزائر العاصمة ، 1967

### أوسكار نيماير
كرئيس للكوميدور، عمل الخطيب بكثافة مع أوسكار نيماير .  أتاح هذا التعاون بناء عدد من المشاريع المعمارية البارزة مثل الجامعة الأولى منذ استقلال الجزائر في قسنطينة.   المشاريع الأخرى الناتجة عن هذا التعاون هي اليوم، حتى لو لم يتم تنفيذها، وهي جزء أساسي من إرث أوسكار نيمير (مسجد الجزائر، المركز المدني بالجزائر العاصمة).    

### محافظ حاكم
تم تعيين الخطيب والي (حاكم) باتنة (1973-1976) ، قسنطينة - ثالث أكبر مدينة في البلاد (1976-1980)   ووهران - ثاني أكبر مدينة في البلاد (1980-1982) . 

### وزير الدولة المكلف بالخدمة المدنية
تم تعيينه وزيراً للخارجية مسؤولاً عن الخدمة المدنية (1982-1984). خلال فترة ولايته، كلفه رئيس الوزراء عبد الغني  بتنسيق زيارة جورج بوش الأب في عام 1983 ، وهي أول زيارة لنائب رئيس الولايات المتحدة للجزائر.

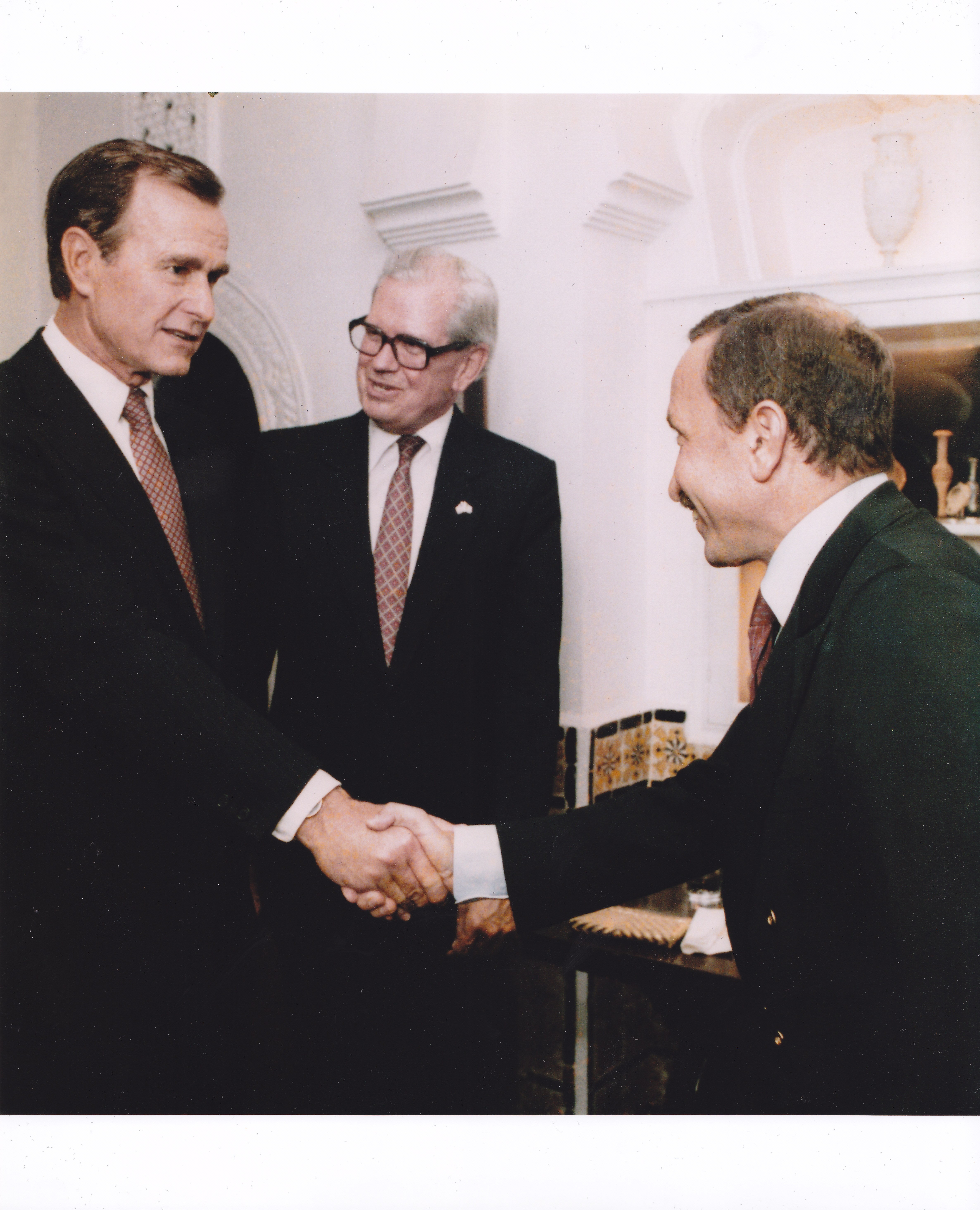
نائب الرئيس جورج بوش الأب وجلول خطيب ، الجزائر العاصمة ، 1983

### سفير
عُين جلول خطيب سفيرا لدى الأرجنتين (1982-1984).  كثف التعاون الاقتصادي والفني بين البلدين، وخاصة في مجال الطاقة النووية المدنية. أدت هذه الجهود في عام 1989 إلى بناء مفاعل نوور للأبحاث النووية في الجزائر. كدليل على الامتنان لتقوية العلاقات بين الأرجنتين والجزائر، منحه الرئيس راؤول ألفونسون " es: Orden del Libertador San Martín ". 

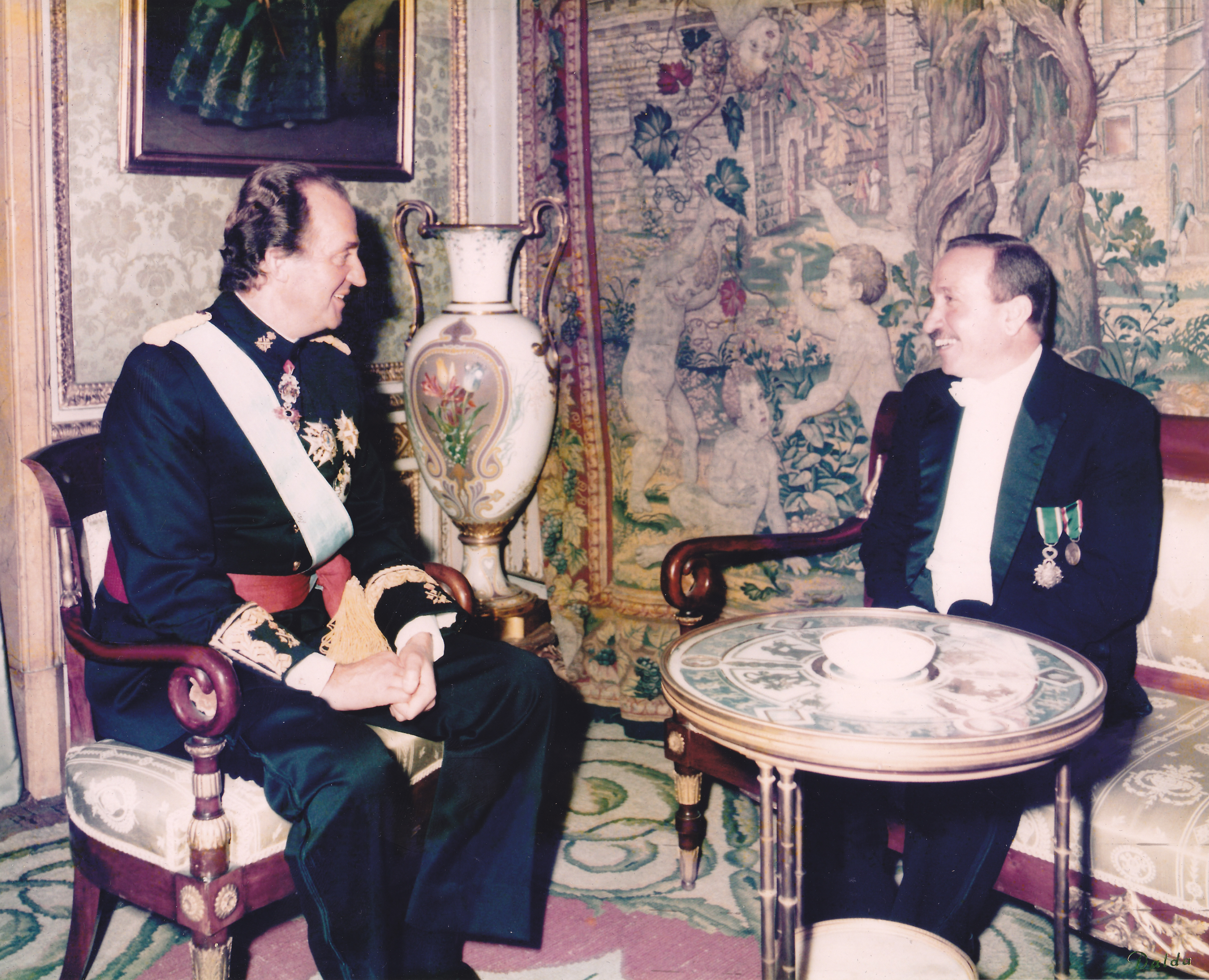
صاحب الجلالة خوان كارلوس الأول وجيلول خطيب ، مدريد ، 1988

ثم تم تعيينه سفيرا لدى إسبانيا  بين عامي 1988 و 1989. هناك حشد الدعم لبناء خط أنابيب الغاز المغاربي - الأوروبي بين الجزائر والمغرب وإسبانيا. كما سهّل محادثات السلام غير الرسمية حول نزاع الباسك 